# Metachromadora parasitifera
Metachromadora parasitifera is een rondwormensoort uit de familie van de Desmodoridae. De wetenschappelijke naam van de soort is voor het eerst geldig gepubliceerd in 1952 door Timm.